# 小行星7738
小行星7738（英語：7738 Heyman）是一颗围绕太阳公转的小行星。1981年11月24日，橡树岭天文台在哈佛大学天文台发现了此天体。
这颗小行星的绝对星等为220.6977439796092等。